# Biblioteca digital
Una biblioteca digital es una colección de objetos digitales organizados, que sirve a una comunidad de usuarios definida, que tiene los derechos de autor presentes y gestionados y que dispone de mecanismos de preservación y conservación. Una definición más exhaustiva propuesta en la bibliografía especializada establece que "biblioteca digital es un sistema de tratamiento técnico, acceso y transferencia de información digital, se estructura mediante una colección de documentos digitales, sobre los cuales se ofrecen servicios interactivos de valor añadido para el usuario final".

## Características
Para hablar de una biblioteca digital es necesario que las fuentes de información estén a disposición del usuario y su acceso tenga ubicuidad, sin importar dónde residan físicamente, ni quién se encargó específicamente de su procesamiento y almacenamiento. Algunos de los recursos que conforman una biblioteca digital pueden ser: libros, periódicos, revistas, manuscritos, archivos sonoros, cartas, dibujos, mapas, fotografías y otros archivos.
La biblioteca digital debe desarrollar tres características generales:
- Ser una colección global de recursos importantes para la investigación, la enseñanza y el aprendizaje.
- Ser de fácil acceso para todo tipo de usuarios, tanto principiantes como expertos.
- Estar gestionada y mantenida por profesionales que se consideren administradores del patrimonio intelectual y cultural. Los objetivos según la IFLA[5] son: promover la digitalización, el acceso y la preservación del patrimonio cultural y científico, brindar acceso a usuarios, recursos informativos de las bibliotecas (derechos de propiedad intelectual), crear la interoperabilidad entre sistemas (normas abiertas y el libre acceso), fomentar la promoción de normas comunes y prácticas idóneas, concientizar sobre la necesidad de garantizar accesibilidad permanente al material digital, vincular las bibliotecas digitales a redes de investigación y desarrollo de alta velocidad. Aprovechar los efectos de la convergencia creciente de los cometidos de los medios de comunicación y las instituciones para crear y difundir contenidos digitales.

Predomina el concepto de biblioteca como espacio y como proceso. Lo digital —en este contexto— se relaciona con el hecho que la biblioteca es relativa en espacio y tiempo, porque sus límites funcionales no los marca la geografía y su disponibilidad temporal es instancia de la demanda de quien la consulta.
Las bibliotecas digitales se encuentran entre los más complejos sistemas de información, no por ser proyectos digitales sino por su multidisciplinariedad, es decir, la necesidad de trabajar de forma conjunta profesionales de diferentes ámbitos, desde bibliotecarios a informáticos, ingenieros electrónicos, científicos, etc., para su desarrollo.
Hay que señalar varios aspectos importantes para el desarrollo de una biblioteca digital:
- Los derechos de autor y la legislación sobre la propiedad intelectual son aspectos fundamentales tanto para la creación como para la protección de una biblioteca digital y suele ser el mayor escollo para el desarrollo.
- Los metadatos (datos sobre los datos) son de gran importancia para facilitar la búsqueda y recuperación de la información, ya que permiten una búsqueda efectiva y precisa. Existen varios sistemas de metadatos, entre los que cabe destacar el Dublin Core.
- Los formatos utilizados para el desarrollo de bibliotecas digitales[9] que pueden ser de tipo abierto, es decir, se pueden manipular con mayor facilidad (SGML, HTML, XML, etc.) o formatos de tipo cerrado, con más dificultades para ser modificados, como el Acrobat, PDF, etc.

Bajo el concepto de biblioteca digital subyacen elementos básicos que caracterizan y distinguen a esta biblioteca de otras. Ciertos autores observan los elementos esenciales de la biblioteca digital. Salarelli asevera que el acceso a la biblioteca digital se basa en dos elementos: el tecnológico, que corresponde a la infraestructura necesaria para acceder a la colección digital, y la organización de los documentos. En su opinión el modelo ideal de servicios de la biblioteca digital, estará listo cuando: a) se disponga de una infraestructura tecnológica; b) se colabore en la creación de una colección digital y, c) no haya intermediación y disponibilidad del servicio se despersonalice.

## Historia
En términos históricos el concepto de biblioteca ha acompañado a las tecnologías y ha estado muy condicionado por las mismas. Así las primeras bibliotecas en la antigüedad estaban formadas por colecciones de tablillas de arcilla, posteriormente de rollos de papiro en el antiguo Egipto, Grecia y Roma. En la Edad Media comenzó a utilizarse el pergamino como nuevo formato, hasta la invención de la imprenta en el siglo XV. El aumento de producción de libros impresos permitió la aparición de las Bibliotecas Públicas, con el objetivo de acercar la cultura a toda la sociedad a través de los libros.
A finales del siglo XX, el avance de la tecnología y la expansión de Internet dieron lugar a la aparición de bibliotecas electrónicas, virtuales y digitales. Aunque estos términos se utilizan a menudo de forma indistinta, no deben confundirse:
- Biblioteca tradicional: La definición de biblioteca tradicional o clásica como su nombre indica, se reserva a las bibliotecas que realizan sus procesos sin el empleo, o con muy poco empleo, de las tecnologías de información y comunicación. Se distinguen por poseer los contenidos en soporte papel y el acceso ocurre mediante referencias bibliográficas contenidas en los catálogos.
- Biblioteca electrónica: Es aquella que permite acceder a bancos de información en formato electrónico, cuenta con catálogos automatizados de bibliotecas tradicionales y los usuarios pueden reproducir la producción impresa pero con un medio diferente del soporte papel. Cuenta con un espacio físico donde los usuarios pueden acceder a recursos impresos y digitales. La automatización del sistema de búsqueda de información es una de sus características. Realmente no es electrónica, correspondería a una biblioteca informatizada o automatizada.
- Biblioteca híbrida: Es aquella biblioteca que está en un periodo de transición hacia la biblioteca digital. Es un lugar donde coexiste el formato impreso y digital, y por lo tanto pueden existir servicios tradicionales y servicios en ambiente digital. Mantiene el espacio físico, sin cambiar la estructura de la biblioteca. Actualmente, muchas bibliotecas serían híbridas, bibliotecas con colecciones y servicios tradicionales, y con parte de su colección en formato digital. El concepto de biblioteca híbrida apareció en la bibliografía a finales de la década de 1990,[11] pero ha caído en desuso, y en la actualidad se entiende que la evolución de las bibliotecas ya ha incorporado este modelo.
- Biblioteca digital: La biblioteca digital es un conjunto organizado de documentos digitalizados, documentos que tienen un original en papel y que por medio de un proceso de escaneo se llevan a formato digital. Es una biblioteca en la que una proporción significativa de los recursos de información se encuentran disponibles en formato digital accesible por medio de las computadoras. Proporcionan sus servicios por medio de una red de computadoras, sea privada de una organización o una red de acceso público como Internet. Las bibliotecas digitales se conforman con colecciones especializadas en una temática o rama específica del conocimiento, y se diseñan en consideración a los usuarios de una organización concreta, con independencia de que cualquier usuario conectado a la red pueda acceder a ella. Una biblioteca digital puede tener documentos que constituyan versiones digitales de documentos en formato impreso. En la mayoría de los casos, el original en papel carece de importancia, debido a que la interacción del usuario con el sistema (biblioteca) se produce por medio de las redes telemáticas y no de forma física. En una biblioteca digital, los recursos de información pueden ser propios de la biblioteca o pueden distribuirse en distintas partes de la red. Los servicios están basados sobre información propia de una institución, tanto generada en esta como producto de la digitalización de colecciones impresas existentes en su fondo bibliográfico.
- Biblioteca virtual: La biblioteca virtual colecciona datos electrónicos, los ordena y los ofrece al lector. La biblioteca virtual cuenta con todos los servicios necesarios de forma remota y coloca a disposición de los usuarios, servicios tradicionales y herramientas adecuadas a sus particularidades. Satisface las necesidades de información y comunicación; el espacio físico no está unido a la posibilidad de mantener una colección actualizada con amplia cobertura temática. Es accesible mediante Internet y no existe físicamente en ningún lugar, no tiene colección impresa ni edificio, y se crea a partir de documentos digitalizados y sitios.

En definitiva se habló de biblioteca electrónica cuando se automatizaron determinados procesos y servicios, o de biblioteca digital cuando las colecciones de documentos comenzaron a soportarse en formato digital. Se llega al concepto de biblioteca virtual cuando las colecciones y servicios bibliotecarios en sus diversas modalidades comenzaron a integrarse en un espacio en red.

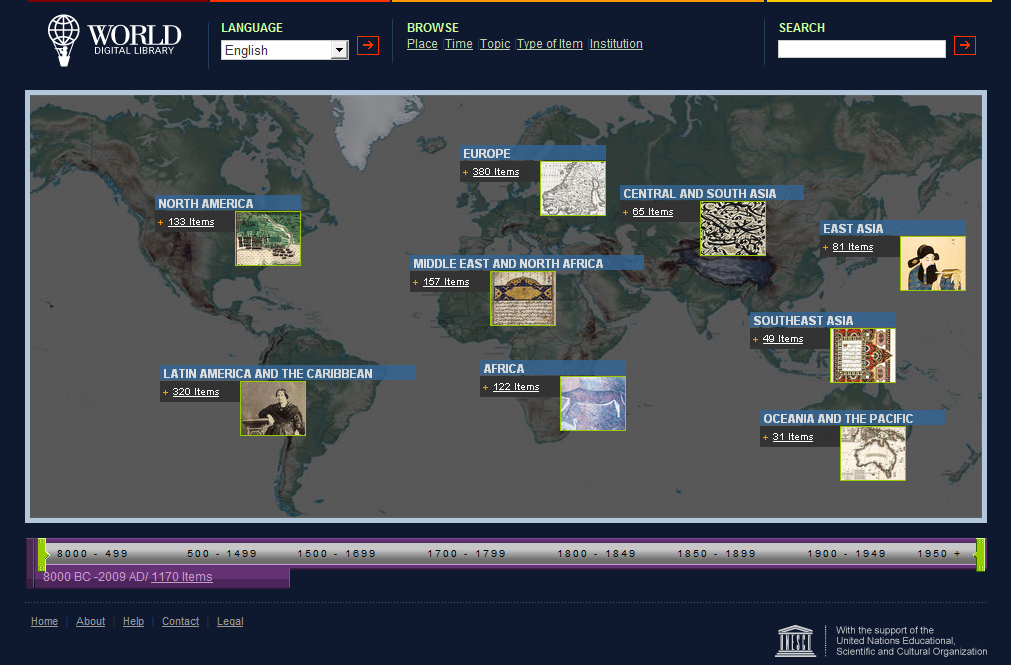
Biblioteca Digital Mundial

El valor de las bibliotecas digitales depende de la calidad de los contenidos y de la organización y sistemas de gestión que facilitan el acceso a los datos almacenados. Para ello es importante la colaboración entre informáticos, bibliotecarios, ingenieros y científicos en el diseño de las bibliotecas digitales. La Comisión Europea apoya proyectos de este tipo a través de Delos (Digital library working group), un grupo de trabajo sobre bibliotecas digitales que forma parte de Ercim (European research consortium for informatics and mathematics) y la IFLA recoge información sobre estudios y proyectos sobre biblioteca digitales. La creación de una Biblioteca Digital Mundial, BDM (en inglés World Digital Library, WDL), creada por la Biblioteca del Congreso de Estados Unidos y la UNESCO, inaugurada el 21 de abril de 2009, la convierte en una biblioteca digital internacional que pretende formar una colección extensa de recursos digitalizados a la que todo tipo de usuarios pueda acceder.

## Bibliotecas digitales
| Aozora Bunko                                                  |                                                        | 青空文庫                      |                                                                                | Literatura japonesa |                               |  |
| Biblioteca Digital Abogacía                                   | Consejo General de la Abogacía Española                | biblioteca.abogacia.es        | 2019                                                                           | Jurídica Ejercientes y no Ejercientes                                                                                           |                               |  |
| Biblioteca digital abierta textos.info                        | Alayor, Menorca.                                       | textos.info                   | 2016                                                                           | Generalista gratuita | Dominio público               |  |
| Biblioteca Digital ACUEDI                                     | Asociación por la Cultura y Educación Digital (ACUEDI) | ACUEDI                        | 2011                                                                           | Internacional Pública |                               |  |
| Biblioteca Parlante para Personas con Discapacidad            | Universidad Nacional del Litoral                       | Biblioteca Parlante           | 2012                                                                           | Universitaria, con recursos accesibles                                                                                          |                               |  |
| Biblioteca Digital de la Comunidad de Madrid                  | Biblioteca Regional Joaquín Leguina                    | BDCM                          | 2003                                                                           | Regional general pública | Desde el siglo XVI            |  |
| Biblioteca Digital de la Región de Murcia                     | Biblioteca Regional de Murcia                          | BDRMU                         | 2009                                                                           | Regional general privada | Desde el siglo XV             |  |
| Biblioteca Navarra Digital                                    | Biblioteca de Navarra                                  | «Biblioteca Navarra Digital». | 2007                                                                           | Regional general pública y privada                                                                                              | Desde el siglo XV             |  |
| Biblioteca Digital Feminista Ofelia Uribe de Acosta           | Universidad Nacional de Colombia                       | BDF                           | 2015                                                                           | Estudios de la mujer, feministas y de género                                                                                    |                               |  |
| Biblioteca Digital Hispánica                                  | Biblioteca Nacional de España                          | BDH                           | 2008                                                                           | Estatal general pública | Desde el siglo XV             |  |
| Biblioteca Digital memoriademadrid                            | Ayuntamiento de Madrid                                 | BDMM                          | 2008                                                                           | Local general pública | Desde el siglo XV             |  |
| Biblioteca Digital Mundial                                    | UNESCO y Biblioteca del Congreso de Estados Unidos     | BDM                           | 2009                                                                           | Internacional general pública                                                                                                   |                               |  |
| Biblioteca Histórica de Ciencias de la Salud                  | Fundación Uriach 1838                                  | BHCS                          | 1993                                                                           | Historia de la medicina |                               |  |
| Biblioteca Saavedra Fajardo de Pensamiento Político Hispánico | Universidad de Murcia                                  | BSF                           | 2001                                                                           | Política y filosofía hispana |                               |  |
| Biblioteca Valenciana Digital (BIVALDI)                       | Biblioteca Valenciana                                  | Bivaldi                       | 2001 creación biblioteca digital e inicio de trabajos 2002 apertura portal WEB | Regional general pública | Desde el siglo XIII           |  |
| Biblioteca Virtual de Andalucía                               | Biblioteca de Andalucía                                | BVA                           | 2003                                                                           | Regional general pública | Desde el siglo XVIII          |  |
| Biblioteca Virtual de Defensa                                 | Ministerio de Defensa                                  | BVD                           | 2012                                                                           | Red de Archivos, Bibliotecas y Museos del Ministerio de Defensa                                                                 | Desde el siglo XV             |  |
| Biblioteca Virtual de Antioquia                               | Biblioteca de la Universidad de Antioquia              | BVA                           | 2002                                                                           | Regional literaria | Desde el siglo XIX            |  |
| Biblioteca Virtual de la Real Academia Nacional de Medicina.  | Real Academia Nacional de Medicina                     | BV RANM                       |                                                                                | Historia de la medicina | Desde el siglo XVIII          |  |
| Biblioteca Virtual de Polígrafos                              | Fundación Ignacio Larramendi                           | BVP                           | 1999                                                                           | Pensamiento filosófico y científico hispánico, portugués e iberoamericano                                                       | Desde el siglo I al siglo XXI |  |
| Biblioteca Virtual Enrique Bolaños                            | Fundación Enrique Bolaños                              | FEB                           | 2011                                                                           | Historia económica, social y política de Nicaragua                                                                              | Desde el siglo XVI            |  |
| Biblioteca Virtual Miguel de Cervantes                        | Fundación Biblioteca Virtual Miguel de Cervantes       | Cervantes Virtual             | 1999                                                                           | Literatura hispánica privada | Desde el siglo XVI            |  |
| Biblioteca Virtual Omegalfa                                   | Equipo Omegalfa                                        | Omegalfa                      | 2008                                                                           | Internacional sociopolítica privada                                                                                             |                               |  |
| Bitoteko                                                      | Federación Española de Esperanto                       | esperanto.es                  | 2008                                                                           | Literatura y otro material en esperanto                                                                                         | Desde comienzos del siglo XX  |  |
| Conaliteg                                                     | Comisión Nacional de los Libros de Texto Gratuitos     | Conaliteg                     | 2006                                                                           | Libros de texto de educación básica en México                                                                                   | 1960-2017                     |  |
| Digital.CSIC                                                  | Consejo Superior de Investigaciones Científicas        | Digital.CSIC                  | 2006                                                                           | Estatal científica pública | Desde el siglo XX             |  |
| Europeana                                                     | Conference of European National Librarians (CENL)      | Europeana                     | 2008                                                                           | Europea general pública |                               |  |
| GeoLibrary                                                    | OMS                                                    | GeoLibrary                    | 2003                                                                           | Internacional salud laboral y ambiental                                                                                         |                               |  |
| Galiciana                                                     | Biblioteca de Galicia                                  | Galiciana                     | 2007                                                                           | Patrimonio Bibliográfico y Documental de Galicia                                                                                |                               |  |
| Gallica                                                       | Biblioteca Nacional de Francia                         | Gallica                       | 1997                                                                           | Estatal general pública | Desde el siglo XIX            |  |
| Google Libros                                                 | Google                                                 | Google Books                  | 2004                                                                           | Internacional general privada                                                                                                   |                               |  |
| Hispana (biblioteca digital)                                  | Consejo de Cooperación Bibliotecaria                   | Hispana                       | Estatal general pública                                                        | |                               |  |
| Internet Archive                                              | California                                             | Internet Archive              | 1996                                                                           | Internacional general privada                                                                                                   |                               |  |
| LacusCurtius                                                  | Universidad de Chicago                                 | LacusCurtius                  | 1997                                                                           | Institucional pública | Clásicos grecolatinos         |  |
| LibriVox                                                      | Internet                                               | LibriVox                      | 2005                                                                           | Audiobiblioteca | Dominio público               |  |
| Memoria Académica                                             | Universidad Nacional de La Plata                       | Memoria Académica             | 2006                                                                           | Regional institucional pública                                                                                                  |                               |  |
| Memoria digital vasca                                         | Fundación Sancho el Sabio                              | EMD                           | 2009                                                                           | Regional general privada | Desde el siglo XV             |  |
| Proyecto Biblioteca Internacional de Partituras Musicales     | Canadá                                                 | IMSLP                         | 2006                                                                           | Partituras | Dominio público               |  |
| Proyecto Gutenberg                                            | Proyecto Gutenberg                                     | PG                            | 1971                                                                           | Internacional general privada                                                                                                   |                               |  |
| Proyecto Perseus                                              | Universidad Tufts                                      | Perseus Project               | 1987                                                                           | Institucional pública | Clásicos grecolatinos         |  |
| SEDICI                                                        | Universidad Nacional de La Plata                       | SEDICI                        | 2003                                                                           | Regional institucional pública                                                                                                  |                               |  |
| The European Library                                          | Conference of European National Librarians (CENL)      | TEL                           | 2005                                                                           | Europea general pública |                               |  |
| The Latin Library                                             |                                                        | The Latin Library             |                                                                                | Clásicos Latinos |                               |  |
| Wikisource                                                    | Fundación Wikimedia                                    | Wikisource                    | 2003                                                                           | Internacional general privada                                                                                                   |                               |  |
| Biblioteca en Línea de GoConqr                                |                                                        | GoConqr                       | 2013                                                                           | Recursos educativos gratuitos                                                                                                   |                               |  |
| Biblioteca Pública Digital (BPDigital) Chile                  | Sistema Nacional de Bibliotecas Públicas de Chile      | www.bpdigital.cl              | 2013                                                                           | Narrativa chilena, pueblos originarios, periodismo, narrativa universal, género, ciencias, historia.                            |                               |  |
| Biblioteca Digital UNAM                                       | Universidad Nacional Autónoma de México                | http://bidi.unam.mx/          | Estatal (requiere tener una cuenta de usuario)                                 | Ciencias biológicas, químicas y de la salud. Ciencias sociales. Ciencias físico-matemáticas e ingenierías. Humanidades y artes. | Dominio público.              |  |
|                                                               |                                                        |                               |                                                                                | |                               |  |

## Ventajas y desventajas
- Están accesibles las 24 horas, los 365 días del año.
- La gran mayoría son gratuitas o a un costo muy inferior al adquirir los libros en forma física.
- Todo el material lo podemos adquirir sin infringir los derechos de autor.
- Tiene herramientas de búsqueda, comparación, copiado, subrayado, que no tenemos en libros físicos.
- Son accesibles desde múltiples plataformas (PC, tabletas, teléfonos inteligentes) en cualquier lugar y en cualquier momento.
- La velocidad de actualización es mayor comparada con los libros físicos.

Como desventajas se pueden citar:
- La posible existencia de información no verídica, confirmada o suficientemente precisa.
- Aún en la actualidad, una cierta cantidad de personas sigue prefiriendo la lectura en soporte papel físico, rechazando la lectura de documentos en soporte digital.
- No se cuenta con respaldo físico.
- La escasez de recursos económicos, lo cual restringe la capacidad de estas bibliotecas para adquirir y mantener actualizados sus fondos digitales.[2]
- La necesidad de personal capacitado.[14]
- Los costos de adquisición y mantenimiento de contenido digitales. [14]
- Preservación y actualización constante de la información, son desafíos que requieren una inversión continua.[14]
- Las bibliotecas digitales son dependientes de dispositivos y herramientas electrónicas, así mismo, requiere de conexión a internet siendo una barrera para los usuarios que no tienen acceso a los recursos necesarios o conexión estable.[3]
- Los procedimientos utilizados para almacenar materiales digitales se vuelven obsoletos de dos a cinco años antes de ser reemplazados por una mejor tecnología.[4]
- Los servicios digitales son lentos y obsoletos lo que impide cubrir adecuadamente las necesidades de los usuarios.

## Bibliotecas virtuales universitarias en la educación en línea
Con la incorporación de las TIC en la educación se han creado bibliotecas virtuales universitarias que permiten su uso desde aulas virtuales en una educación en línea. Estas tienen como característica que se crean en las aulas virtuales para el alumnado concreto que a ellas accede, como complemento a la asignatura que se imparta. Y por lo tanto, se incorpora en estas bibliotecas virtuales la información y documentos que el alumnado necesita durante el curso, como son libros digitales, artículos, ponencias, legislación, glosarios, etc.

## Recursos en bibliotecas en línea para docentes
Los docentes pueden encontrar en la red multitud de bibliotecas digitales que faciliten el proceso de enseñanza-aprendizaje de su alumnado. En estos espacios tienen acceso a multitud de recursos didácticos y herramientas que pueden utilizar en su clase como apoyo, refuerzo o afianzamiento de contenidos. Entre estas bibliotecas, cabría destacar:
1. Educatribu: Este espacio fomenta el intercambio de recursos, ya que son los propios docentes los encargados de enriquecer los contenidos que podemos encontrar en esta biblioteca digital. Una idea fantástica para potenciar la creación de un ambiente colaborativo en el que se intercambie constantemente material didáctico. Podemos encontrar los recursos catalogados por etapas educativas.[17]
2. Biblioteca Escolar Digital: Este espacio pertenece al Centro Internacional de Tecnologías avanzadas y destaca por la gran variedad de opciones de consulta de las que dispone, desde informes, investigaciones y libros educativos, hasta vídeos, herramientas para la creación de webquests , presentaciones en 3D, noticias y cursos.[18]
3. Maestroteca: Destaca por su directorio de aplicaciones que nos permite acceder a enciclopedias virtuales, diccionarios en línea y recursos para trabajar las competencias básicas. Cuenta también con enlaces directos a la Biblioteca Nacional, la Biblioteca Digital y El Centro Virtual Cervantes. Ideal para asignaturas como Matemáticas y Educación Artística.[19]
4. Wikilibros: Se recogen todo tipo de herramientas que pueden ser de gran utilidad en el desarrollo de las clases, como textos pedagógicos, manuales y libros de interés.[20]
5. Biblioteca de Literatura Infantil y Juvenil: Excelente biblioteca digital donde podemos fomentar el hábito lector e indagar en obras de un gran número de autores de habla hispana, pudiendo consultar sus obras, leer determinados fragmentos e incluso crear una serie de actividades sobre las obras en cuestión.[21]

## Ventajas de la biblioteca digital en educación
- En una biblioteca digital se nos pueden ofrecer servicios como vídeos, fotos, música, encuestas, acceso a foros, etcétera. Todos ellos destinados a alcanzar un aprendizaje significativo.
- Se puede acceder a un gran número de catálogos, noticias y registros abiertos.
- En muchos casos tenemos acceso a descargar artículos y documentos que favorezcan a la evolución de nuestro aprendizaje.
- Es un espacio desde el cual el alumnado puede aprender a usar las tecnologías a la par que interacciona y aprender.
- Se fomenta la investigación y la selección crítica de contenidos.[22]

### Bibliotecas blogueras
Las bibliotecas blogueras están teniendo cada vez más peso en el mundo educativo, estas aprovechan las capacidades y potencialidades del blog como recurso comunicativo para establecer una relación entre el usuario (alumnado) y la biblioteca. Además, se fomenta la lectura, la escritura y se convierten en espacios de diálogo, de creación y de aprendizaje.
Espacios de diálogo: Hay que partir de la premisa de que el diálogo es la base de los blogs. Ante esta tesitura, la biblioteca puede aprovechar la potencialidad de los blogs para establecer unos vínculos interactivos con sus usuarios más cercanos. Se puede informar de eventos, como el espectáculo de un cuenta-cuentos y añadir información relevante sobre la historia que se desarrollará, características de los cuenta-cuentos e incluso establecer un espacio de debate para aportar información o expresar la opinión sobre el espectáculo una vez este se desarrolle.
Espacios de creación: Se puede fomentar la escritura y la lectura a través de distintas actividades como los denominados "talleres de lectura". Se establece una guía de lectura en la web donde se recomiendan una serie de libros, documentos a los que se tendrá acceso directo desde la biblioteca digital. Una vez terminada la lectura se debe dar vía libre para que en el espacio creado para esta actividad se exprese por escrito la experiencia que ha supuesto la inmersión en el libro elegido. Una actividad enriquecedora que nos permite llegar de la lectura a la escritura a través de la red .
Espacios de aprendizaje: La biblioteca bloguera nos permite llevar a cabo actividades interactivas, atractivas, emocionantes y divertidas que buscan siempre la bidireccionalidad del aprendizaje, creando pues una atmósfera educativa fantástica. Acciones en las que prima por encima de todo la capacidad comunicativa.